# بول أندرال

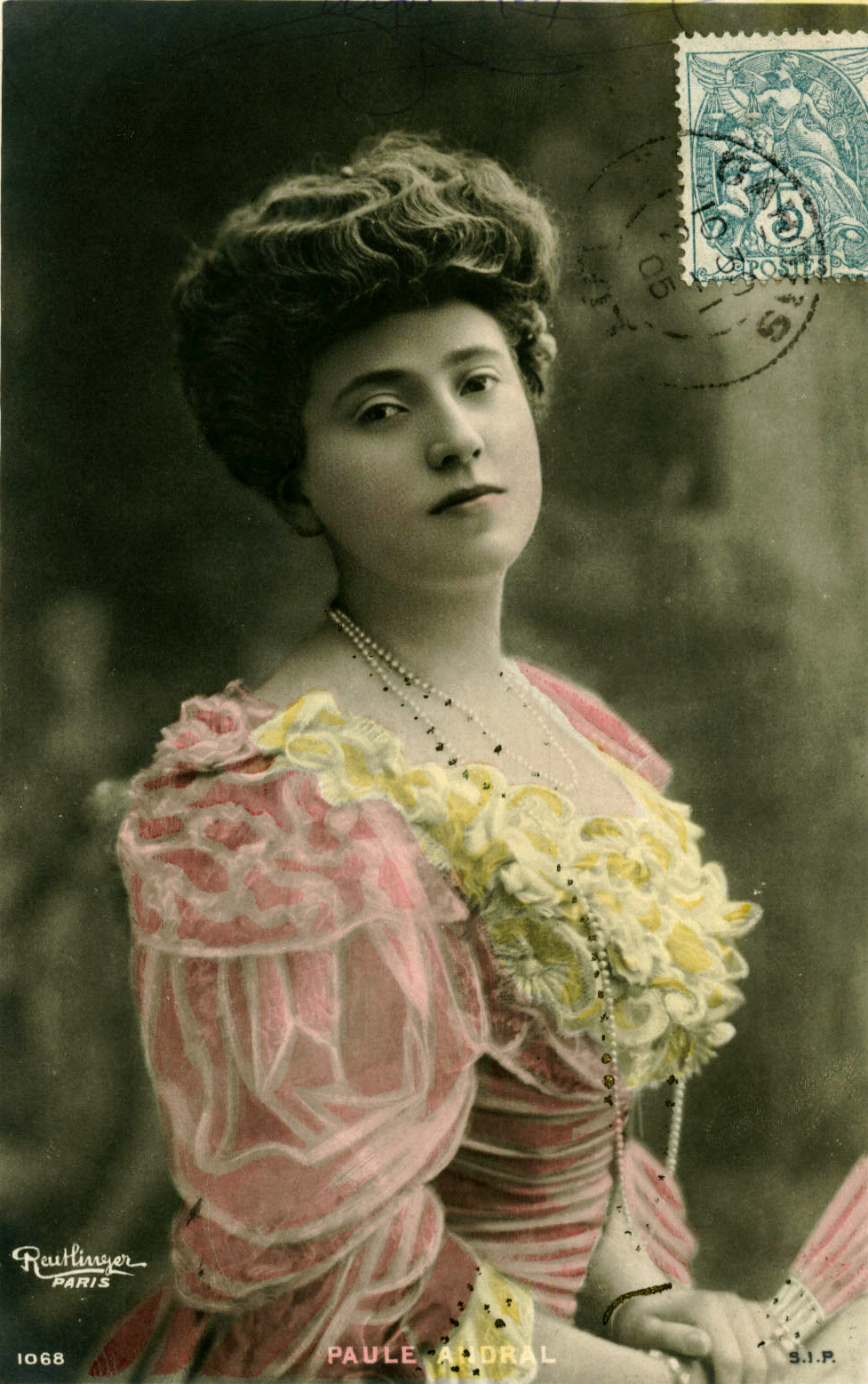
بطاقة بريدية بها صورة بول أندرال. وهي من تصوير ليوبولد إميل ريوتلنغر.

بول أندرال (14 سبتمبر 1879 - 28 مارس 1956) كانت ممثلة فرنسية.
ولدت أندرال بول روكول في باريس وتوفيت في نيس عام 1956.

## من أفلامها
- تاراكانوفا (1930)
- ديفيد جولدر (1931)
- المتمرد (1931)
- المغامرة الجميلة (1932)
- البنفسج الإمبراطوري (1932)
- نجمة فالنسيا (1933)
- الملك الصغير (1933)
- السيد الحديدي (1933)
- جوديكس (1934)
- شارع بلا اسم (1934)
- دورا نيلسون (1935)
- تحدث إلي عن الحب (1935)
- ليالي النار (1937)

## كتب عنها
- كاثرين العظيمة: الحياة والأسطورة - جون ألكساندر. مطبعة جامعة أكسفورد، 1989

## روابط خارجية
- بول أندرال في قاعدة بيانات الأفلام على الإنترنت